# Running back

A running back (kék színnel) egy tipikus formációban

A running back egy összefoglaló név a különböző futó játékos típusokra az amerikaifutballban: a halfback (HB), a fullback (FB) és a tail back (TB). A futó játékosok az irányító mögött, mellett (és ritkán előtt) helyezkednek el. Az irányító a snap után adja nekik hátra a labdát, míg ők rést keresve a falon futják meg az adott route-ot.
| Amerikai futball-pozíciók                  | Amerikai futball-pozíciók            | Amerikai futball-pozíciók | Amerikai futball-pozíciók             | Amerikai futball-pozíciók | Amerikai futball-pozíciók               | Amerikai futball-pozíciók | Amerikai futball-pozíciók |
| Offense                                    | Offense                              |                           | Defense                               | Defense                   |                                         | Special teams             | Special teams             |
| ------------------------------------------ | ------------------------------------ | ------------------------- | ------------------------------------- | ------------------------- | --------------------------------------- | ------------------------- | ------------------------- |
| Linemen                                    | Guard, Tackle, Center                | Linemen                   | Nose tackle, Tackle, End, Edge rusher | Rúgó játékosok            | Placekicker, Punter, Kickoff specialist |                           |                           |
| Quarterback                                | Quarterback                          | Linebacker                | Linebacker                            | Snapping                  | Long snapper, Holder                    |                           |                           |
| Backs                                      | Halfback, Fullback, H-back, Wingback | Backs                     | Cornerback, Safety                    | Visszahordás              | Punt returner, Kick returner            |                           |                           |
| Elkapók                                    | Wide receiver, Tight end, Slotback   | Backs                     | Nickelback, Dimeback                  | Szerelés                  | Gunner                                  |                           |                           |
| Formációk - Pozíciók története - Stratégia |                                      |                           |                                       |                           |                                         |                           |                           |